# David Huddleston (Schauspieler)
David William Huddleston (* 17. September 1930 in Vinton, Roanoke County, Virginia; † 2. August 2016 in Santa Fe, New Mexico) war ein US-amerikanischer Schauspieler.

## Leben und Karriere
David Huddleston besuchte die Fork Union Military Academy, ehe er an der American Academy of Dramatic Arts Schauspielerei studierte. Bereits in den 1960er- und 1970er-Jahren sah man ihn als Gaststar in zahlreichen Fernsehserien. In neun Folgen der Anwaltsserie Petrocelli spielte er etwa die Rolle des Polizeiermittlers John Ponce. 1970 verkörperte er eine komödiantische Rolle als Zahnarzt in Howard Hawks’ Western Rio Lobo an der Seite von John Wayne. Verstärktem Engagement beim Kinofilm in den 1980er-Jahren folgte eine Konzentration auf Fernsehrollen in den anschließenden Jahrzehnten. Huddleston spielte zweimal mit Bud Spencer und dreimal mit Terence Hill: Nachdem er schon im Jahr 1976 mit demselben Team in Zwei außer Rand und Band aufgetreten war, drehte er 1983 unter der Regie von E. B. Clucher Zwei bärenstarke Typen. Mit Terence Hill spielte er ein weiteres Mal 1992 in der Folge Ein schöner Zug von Geisterhand der Fernsehserie Lucky Luke.
Huddleston war für seine Verkörperung von sowohl komischen als auch finsteren Charakteren bekannt. Seinen wohl bekanntesten Filmauftritt hatte er in der Titelrolle des Millionärs Lebowski in der Komödie The Big Lebowski der Coen-Brüder. Üblicherweise auf Nebenrollen abonniert, spielte er eine seiner wenigen Hauptrollen beim Film in der Weihnachtskomödie Santa Claus aus dem Jahre 1985. Eine weitere Hauptrolle übernahm er als Bürgermeister einer Kleinstadt in der kurzlebigen Fernsehserie Hizzoner, die Ende der 1970er-Jahre produziert wurde.
Seinen letzten von über 60 Filmen drehte er im Jahre 2014, anschließend zog er sich ins Privatleben zurück.
Neben Film und Fernsehen spielte der schwergewichtige Charakterdarsteller ebenfalls häufig auf der Bühne, wo er auch als Theaterproduzent fungierte. Als größte Leistung seiner Karriere betrachtete Huddleston seine Darstellung des Benjamin Franklin in dem 1998 produziertem Broadway-Stück 1776. David Huddleston verstarb 2016 im Alter von 85 Jahren an einer Herz-Nieren-Erkrankung. Er hinterließ seine Ehefrau Sarah Cornelia Koeppe und seinen Sohn, den Schauspieler Michael Huddleston.

## Filmografie (Auswahl)
- 1968: Der schnellste Weg zum Jenseits (A Lovely Way to Die)
- 1969: Sklaven (Slaves)
- 1970: Rio Lobo
- 1970–1971: Verliebt in eine Hexe (Bewitched, Fernsehserie, 4 Folgen)
- 1972: In schlechter Gesellschaft (Bad Company)
- 1971–1972: Die Waltons (The Waltons, Fernsehserie, 2 Folgen)
- 1973: Der wilde wilde Westen (auch: Is was, Sheriff?) (Blazing Saddles)
- 1973: The New Perry Mason (Fernsehserie, 1 Folge)
- 1974: Begrabt die Wölfe in der Schlucht (Billy Two Hats)
- 1974: McQ schlägt zu (McQ)
- 1974–1976: Petrocelli (Fernsehserie, 9 Folgen)
- 1975: Nevada Pass (Breakheart Pass)
- 1975: Detektiv Rockford – Anruf genügt (The Rockford Files, Fernsehserie, 1 Folge)
- 1976: Drei Engel für Charlie (Charlie’s Angels, Fernsehserie, 1 Folge)
- 1976: Sherlock Holmes in New York
- 1976: Zwei außer Rand und Band (I due superpiedi quasi piatti)
- 1977: The Kallikaks (Fernsehserie, 5 Folgen)
- 1977: Der größte Liebhaber der Welt (The World’s Greatest Lover)
- 1977: Barnaby Jones (Fernsehserie, 1 Folge)
- 1978: Unternehmen Capricorn (Capricorn One)
- 1979: Hizzonner (Fernsehserie, 7 Folgen)
- 1980: Das ausgekochte Schlitzohr ist wieder auf Achse (Smokey and the Bandit II)
- 1982: Trapper John, M.D. (Fernsehserie, 2 Folgen)
- 1983: Ein Colt  für alle Fälle (The Fall Guy, Fernsehserie, 1 Folge)
- 1983: Zwei bärenstarke Typen (Nati con la camicia)
- 1985: Magnum (Magnum, p.i., Fernsehserie, 1 Folge)
- 1985: Santa Claus (Santa Claus: The Movie)
- 1986: Ein toller Hund (Spot Marks the X)
- 1988: Frantic
- 1990: Mord ist ihr Hobby (Murder, She Wrote, Fernsehserie, 1 Folge)
- 1990: Columbo: Wer zuletzt lacht … (Columbo Cries Wolf, Fernsehreihe)
- 1990–1992: Wunderbare Jahre (Fernsehserie, 3 Folgen)
- 1992: Lucky Luke (Fernsehserie, 1 Folge)
- 1993: Hilfe! Jeder ist der Größte (Life with Mikey)
- 1994: Raumschiff Enterprise – Das nächste Jahrhundert (Star Trek: The Next Generation, Fernsehserie, 1 Folge)
- 1994: Walker, Texas Ranger (Fernsehserie, 1 Folge)
- 1994: Cultivating Charlie
- 1996: Joes Apartment – Das große Krabbeln (Joe’s Apartment)
- 1998: The Big Lebowski
- 2000–2001: Gilmore Girls (Fernsehserie, 2 Folgen)
- 2000–2002: The West Wing – Im Zentrum der Macht (The West Wing, Fernsehserie, 2 Folgen)
- 2004: Reveille (Kurzfilm)
- 2005: The Producers
- 2007: Postal (Postal – The Movie)
- 2007–2008: Jericho – Der Anschlag (Jericho, Fernsehserie, 2 Folgen)
- 2009: It’s Always Sunny in Philadelphia (Fernsehserie, 1 Folge)
- 2014: Locker 13